# Hans Olsson (författare)
Hans Olsson  född 1962 i Timrå är en svensk författare av ungdomslitteratur.

## Biografi
Olsson har bland annat studerat historia och u-landskunskap och har även en lärarutbildning. Han har arbetat både som lärare och inom vården och har arbetat inom RFSU med utbildning och skolfrågor. 1993 utkom Olssons första roman Spelar roll. Boken en är en komma ut-roman, och den nominerades till August-priset. Även Olssons andra bok Smitvarning (1999) blev nominerad till August-priset.

## Utmärkelser
- 1993 – Göteborgs Homosexuella Ros, för debutromanen Spelar roll.[4]